# Anubieion
Het Anubieion was een tempel van de god Anubis gebouwd te Memphis in Egypte. Tegenwoordig is deze tempel een ruïne en staat naast het Bubastion, gewijd aan de godin Bubastet. Sporen duiden op bebouwing vanaf de tijd van het Nieuwe Rijk en vergroting in de late periode. De Griekse naam duidt erop dat de tempel ook nog in de Griekse tijd bekendstond.